# Sylvia Hoeks
Sylvia Hoeks (Maarheeze, 1983. június 1. –) holland színésznő és egykori modell. 
Leginkább a Szárnyas fejvadász 2049 (2017) és az Ami nem öl meg (2018) című filmekben játszott szerepeiről ismert.

## Fiatalkora és tanulmányai
1983. június 1-jén született, a holland Észak-Brabantban található Maarheeze-ben nőtt fel.
A középiskola elvégzése után a Maastrichti Színművészeti Akadémiára járt.
A holland anyanyelvén kívül beszél németül, franciául és angolul. Általában ezeken a nyelveken készült produkciókban szerepel.

## Filmográfia

### Film
| Év   | Magyar cím              | Eredeti cím                   | Szerep               | Magyar hang         |
| ---- | ----------------------- | ----------------------------- | -------------------- | ------------------- |
| 2005 |                         | Frankie                       | Rumina               |                     |
| 2007 |                         | Duska                         | A lány               |                     |
| 2008 |                         | Tiramisu                      | Vanessa              |                     |
| 2009 | A vihar                 | De storm                      | Julia                |                     |
| 2010 |                         | Tirza                         | Tirza                |                     |
| 2011 | Oss bandája             | The Gang of Oss               | Johanna van Heesch   |                     |
| 2012 |                         | ' 'Vatertage – Opa über Nacht | Debbie               |                     |
| 2012 |                         | The Girl and Death            | Elise                |                     |
| 2013 | Senki többet            | The Best Offer                | Claire Ibbetson      | Hay Anna            |
| 2013 |                         | Bros Before Hos               | Anna                 |                     |
| 2017 |                         | Whatever Happens              | Hannah               |                     |
| 2017 | Szárnyas fejvadász 2049 | Blade Runner 2049             | Luv                  | Ligeti Kovács Judit |
| 2017 | Renegátok               | Renegades                     | Lara Simic           | Pálmai Anna         |
| 2018 | Az ördög összes embere  | All the Devil's Men           | Leigh                |                     |
| 2018 | Ami nem öl meg          | The Girl in the Spider's Web  | Camilla Salander     |                     |
| 2021 | Az A terv               | Plan A                        | Anna                 |                     |
| 2024 | Áldozat                 | A Sacrifice                   | Nina                 | Major Melinda       |
| TBA  |                         | Seacole                       | Florence Nightingale |                     |

### Televízió
| Év        | Cím                                       | Szerep                   | Megjegyzések           |
| --------- | ----------------------------------------- | ------------------------ | ---------------------- |
| 2005      | Staatsgevaarlijk                          | Nicolette                | tévéfilm               |
| 2005–2009 | Vuurzee                                   | Sonja Looman             | főszereplő (24 epizód) |
| 2006      | Gooische Vrouwen                          | Lucy                     | 4 epizód               |
| 2009      | Taartman                                  | Tara                     | tévéfilm               |
| 2009–2013 | ’t Schaep met de 5 pooten                 | Ellie de Beer            | 3 epizód               |
| 2010–2014 | Bloedverwanten                            | Antje Zwager             | főszereplő (24 epizód) |
| 2011–2015 | Overspel                                  | Iris van Erkel-Hoegaarde | főszereplő (32 epizód) |
| 2016      | Berlini küldetés (Berlin Station)         | Claudia Gartner          | 2 epizód               |
| 2019–2022 | See                                       | Kane királynő            | főszereplő             |
| 2024      | Az istenek alkonya (Twilight of the Gods) | Sigrid (hangja)          | főszereplő             |

## Fordítás
- Ez a szócikk részben vagy egészben  a   Sylvia Hoeks című angol Wikipédia-szócikk fordításán alapul.  Az eredeti cikk szerkesztőit annak laptörténete sorolja fel. Ez a jelzés csupán a megfogalmazás eredetét és a szerzői jogokat jelzi, nem szolgál a cikkben szereplő információk forrásmegjelöléseként.